# Kossuth Rádió
Kossuth Rádió – węgierska informacyjno-publicystyczna stacja radiowa Magyar Rádió zrt., nazwę swą otrzymała na cześć rewolucyjnego przywódcy Lajosa Kossutha.

## Historia
2 marca 1923 roku budapesztańska poczta uruchomiła na wyspie Csepel nadajnik umożliwiający transmisję głosu. Rok później 15 marca 1924 roku po raz pierwszy nadano program muzyczny. Prowizoryczne studio mieściło się w meblowozie a dowodził nim Bernard Paskay, dyrektor techniczny poczty. Nadajnik z czasem zmodernizowano i zwiększono jego moc z 250 W do 2 kW.
Od kwietnia 1925 roku rozpoczęto eksperymentalne nadawanie programów. 1 grudnia 1925 roku zainaugurowano nadawanie stałych, regularnych audycji radiowych. Ten dzień uważa się za oficjalną datę narodzin węgierskiej radiofonii. Emisję pierwszej audycji dla mieszkańców Budapesztu, rozpoczęto o godzinie 17.00 przemówieniami sekretarza stanu Miklósa Kozmy i dyrektora poczty Karola Demény.

## Częstotliwości[2][3]
- Aggtelek 94,6 MHz
- Bácsalmás 95,0 MHz
- Balassagyarmat 93,7 MHz
- Barcs 89,5 MHz
- Battonya 105,4 MHz
- Békéscsaba 97,3 MHz
- Białogród Stołeczny 92,3 MHz
- Budapeszt 107,8 MHz
- Cegléd 93,0 MHz
- Debreczyn 99,7 MHz
- Eger 96,2 MHz
- Fehérgyarmat 105,9 MHz
- Gerecse 105,6 MHz
- Győr 106,4 MHz
- Kabhegy 107,2 MHz
- Kaposvár 96,7 MHz
- Karcag 97,9 MHz
- Kazincbarcika 97,7 MHz
- Kecskemét 104,9 MHz
- Kékes 95,5 MHz
- Kiskunhalas 102,7 MHz
- Komádi 89,9 MHz
- Letenye 103,8 MHz
- Miszkolc 103,8 MHz
- Mosonmagyaróvár 95,0 MHz
- Nagykanizsa 106,7 MHz
- Nowe Miasto nad Dunajem 91,3 MHz
- Ózd 105,0 MHz
- Paks 92,0 MHz
- Pápa 96,4 MHz
- Pecz 104,6 MHz
- Rábaszentandrás 105,2 MHz
- Salgótarján 89,9 MHz
- Sárvár 96,0 MHz
- Sátoraljaújhely 91,9 MHz
- Siófok 93,6 MHz
- Sopron 101,6 MHz
- Segedyn 101,9 MHz
- Szekszárd 99,0 MHz
- Szentes 91,6 MHz
- Szolnok 94,3 MHz
- Szombathely 93,0 MHz
- Telkibánya 90,2 MHz
- Tiszakécske 106,4 MHz
- Tokaj 97,5 MHz
- Vasvár 103,6 MHz
- Zalaegerszeg 102,6 MHz

- Solt 540 kHz
- Miszkolc 1116 kHz
- Nyíregyháza 1251 kHz
- Szombathely 1251 kHz